# Niklas Landin Jacobsen
Niklas Landin Jacobsen (født 19. december 1988 i Søborg) er en dansk håndboldspiller, der spiller som målmand for Aalborg Håndbold. Han vandt EHF champions League i sæsonen 2019/2020 med THW Kiel. Som spæd blev han ramt af sygdommen meningitis, hvilket medførte at han blev døv på venstre øre. Han fik debut på Danmarks håndboldlandshold i 2008. Med det danske landshold vandt han VM i håndbold 2019, 2021 og 2023.

## Klubholdet
Han startede med at spille håndbold i KFUM København, som er en af de mindste håndboldklubber i hovedstaden. Landin begyndte senere på Oure Idrætsefterskole hvor han deltog på håndboldlinien. I 2006 flyttede han permanent til Sydfyn fordi han skrev kontrakt med den lokale klub GOG Svendborg TGI. Han startede sideløbende som butikselev hos en tøjforretning i Svendborg, men med en forlænget elevtid på 1 år på grund af håndbolden. I starten af 2010 fik klubben problemer og Landin fik lov til at kigge efter andre klubber. Han skrev en 3-årig kontrakt med Bjerringbro-Silkeborg med virkning fra sommeren 2009. GOG trådte i betalingsstandsning få dage senere og Niklas Landin skiftede klub med øjeblikkelig virkning. Sommeren 2012 skiftede Landin til den tyske klub Rhein-Neckar Löwen, flyttede til Heidelberg og underskrev en kontrakt med klubben til sommeren 2015. 2015 skiftede han til THW Kiel. Den 4. april 2022 blev det annonceret at Landin skifter til Aalborg Håndbold på en 4-årig kontrakt startende fra sommeren 2023. Niklas er et klart førstevalg i målet hos både klub og landsholdet.

## Landshold
Niklas Landin fik debut på det danske A-landshold den 28. november 2008.
Han blev af landstræner Ulrik Wilbek udtaget til VM 2009 i Kroatien. I december 2010 blev han af landstræneren forhåndsudtaget til den spillertrup der repræsenterede Danmark ved Verdensmesterskaberne 2011 i Sverige. To uger før turneringsstart havde han i alt spillet 38 kampe og scoret 1 mål for nationalmandskabet.
Niklas Landin blev snart ubestridt førstemålmand på landsholdet, og han blev anfører for holdet. Landin var en vigtig spiller på landsholdet ved sejrene ved EM 2012, OL 2016 samt VM 2019, 2021, VM 2023 samt OL 2024. Ved OL i Paris vandt Danmark først sin indledende pulje med lutter sejre. Efter snævre sejre over Sverige i kvartfinalen og Slovenien i semifinalen sikrede Danmark med Landin sig guldet med en sikker sejr over Tyskland i finalen med 39-26. OL-finalen blev Landins sidste landskamp, idet han på forhånd havde bekendtgjort sit stop på landsholdet efter OL. Han nåede dermed op på 283 landskampe, heraf flere sammen med sin lillebror, Magnus. I sin sidste turnering blev Landin også kåret som turneringens bedste målmand.
Han er blevet kåret til 'Årets Håndboldspiller' i Danmark 2012, 2014 og 2020. Han er også blevet kåret til 'Årets landsholdsspiller' i Danmark 2014, 2020 og 2021.

## Privatliv
Han er storebror til Magnus Landin Jacobsen, som også er håndboldspiller.
Han blev 24. juni 2017 gift med kæresten Liv, som han har sønnen Pelle og datteren Silje med.

## Hæder
Han blev kåret som verdens bedste mandlige håndboldspiller i 2019 og 2021 af IHF.